# Baetis foemina
Baetis foemina är en dagsländeart som beskrevs av Mcdunnough 1936. Baetis foemina ingår i släktet Baetis och familjen ådagsländor. Inga underarter finns listade i Catalogue of Life.